# Nicki Minaj
Nicki Minaj, pseudonimo di Onika Tanya Maraj-Petty (Port of Spain, 8 dicembre 1982), è una rapper trinidadiana, considerata la cantante rap di maggior successo commerciale del XXI secolo negli Stati Uniti.

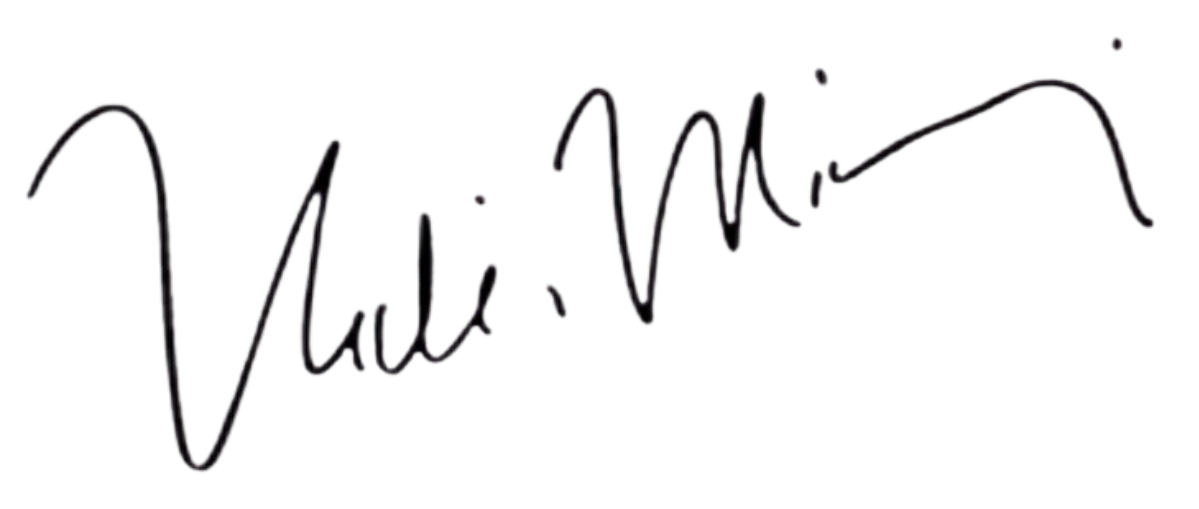
Firma di Nicki Minaj

Nonostante abbia iniziato a rappare nel 2004 nel gruppo HoodStars assieme a Safaree Samuels, la sua carriera da solista nel mondo della musica inizia nel 2007 grazie all'aiuto del rapper statunitense Lil Wayne. Il suo primo album in studio, Pink Friday (2010), ottenne notevole successo nei paesi anglosassoni, con tre dischi di platino negli Stati Uniti, un disco di platino in Regno Unito e uno in Australia. Il singolo estratto di maggior successo è stato Super Bass, il quale ha venduto oltre dieci milioni di copie solo negli Stati Uniti. Il secondo album, Pink Friday: Roman Reloaded, è stato pubblicato nel 2012 ed ha garantito alla rapper un maggiore successo a livello internazionale, trainato da Starships, primo singolo estratto dall'album, che ha venduto oltre sette milioni di copie nel mondo, diventando così il singolo più popolare della cantante oltreoceano. Dopo oltre due anni di pausa dalle scene musicali, la rapper torna con il terzo disco The Pinkprint (2014), contenente, oltre alla hit Anaconda, i singoli di successo Only, Bed of Lies e The Night Is Still Young. La pubblicazione del quarto album in studio, intitolato Queen e acclamato dalla critica, è datata invece 2018. Nel 2020 ottiene i suoi primi singoli numero uno nella Billboard Hot 100, grazie al remix del brano Say So di Doja Cat e al singolo Trollz in collaborazione con 6ix9ine, mentre nel 2022 il suo singolo Super Freaky Girl diviene il primo di una rapper donna solista a debuttare al vertice della Hot 100 durante il ventunesimo secolo.
In concomitanza al lavoro di cantante, ha avviato anche una carriera cinematografica doppiando Steffie nel film d'animazione L'era glaciale 4 - Continenti alla deriva. Successivamente ha preso parte alle commedie Tutte contro lui - The Other Woman e La bottega del barbiere 3, mentre nel 2013 è stata giudice della dodicesima stagione di American Idol. È molto attiva anche nel campo della moda: dopo una serie di sponsorizzazioni con vari brand, nel 2018 ha iniziato una collaborazione con il noto marchio Fendi.
Nicki Minaj è stata la prima artista femminile inclusa nella lista riguardante i miglior rapper secondo MTV, emittente che nel 2022 le ha assegnato il Michael Jackson Video Vanguard Award nell'ambito degli annuali MTV Video Music Awards. Considerata dal redattore del New York Times come «la rapper femminile più influente di tutti i tempi», nel 2016 è stata inclusa nella lista delle cento persone più influenti del mondo secondo il Time. Nel corso della sua carriera ha ricevuto dieci candidature ai Grammy Awards, si è aggiudicata nove American Music Award, dodici BET Awards, un BRIT Award, dieci MTV Europe Music Awards, sette MTV Video Music Awards, quattro Billboard Music Awards ed è stata la destinataria del premio Billboard's Women in Music 2011 Rising Star. È, inoltre, la rapper femminile di maggior successo di tutti i tempi, con oltre 100 milioni di album venduti in tutto il mondo.

## Biografia
Onika Tanya Maraj è nata l'8 dicembre 1982 in un sobborgo di Port of Spain, capitale di Trinidad e Tobago, da genitori con ascendenze indiane e afro-trinidadiane: Robert, esecutivo finanziario e cantante gospel part-time, e Carol, anche lei cantante gospel. Ha vissuto nella sua città natale con la nonna e i suoi due fratelli e la sorella minore fino all'età di cinque anni, mentre i suoi genitori erano in cerca di un'abitazione nel borough newyorkese del Queens.
Una volta trasferitasi negli Stati Uniti d'America illegalmente, il padre, dedito abitualmente all'alcolismo e alla tossicodipendenza, tentò di uccidere la moglie dando fuoco all'appartamento dove la famiglia viveva. Oltre alla tragica situazione familiare, Minaj ebbe difficoltà anche a scuola. «All'inizio sono stata vittima di bullismo, le ragazze avevano reso la mia vita un inferno. Provenivamo da un altro paese, io e mio fratello avevamo un accento diverso. È stata molto dura». Nel settembre 2024 ha confermato di non essere cittadina statunitense.
L'artista ha rivelato di aver pensato in passato al suicidio: «Continuavo a ricevere porte in faccia, venivo abusata psicologicamente da mio padre, vedevo la sofferenza e il dolore negli occhi di mia madre, pensavo che nulla funzionasse nella mia vita. Era una morte spirituale una dietro all'altra, ad un certo punto ho pensato che cosa sarebbe successo se non mi fossi svegliata il mattino dopo. Pensavo che forse avrei dovuto togliermi la vita.»
Nicki ha frequentato la Elizabeth Blackwell Middle School, dove imparò a suonare il clarinetto diplomandosi presso la Fiorello H. LaGuardia High School, scuola pubblica specializzata nell'insegnamento della danza, del canto e dell'arte drammatica.

### 2007-2009: inizi della carriera e collaborazioni
La carriera musicale di Nicki Minaj è iniziata nel 2007 come corista per alcuni rapper locali. Successivamente fu notata su MySpace da un'etichetta discografica e messa da questa sotto contratto per collaborare in diversi mixtape con il rapper Lil Wayne. Nel 2009 viene pubblicato Beam Me Up Scotty, mixtape che ottiene critiche favorevoli sia da BET che da MTV. Sempre nel 2009 è stata scelta dalla nota cantante Mariah Carey per duettare con lei al singolo Up Out My Face, pubblicato a gennaio 2010.
Seguono numerose altre collaborazioni, fra cui quella con Usher in Lil Freak, con Lil Wayne in Knockout, Ludacris in My Chick Bad e Robin Thicke in Shakin' It 4 Daddy. Nel 2010 duetta con Christina Aguilera in Woohoo, singolo pubblicato su iTunes il 18 maggio, e con Rihanna in Raining Men, contenuta nell'album della cantante barbadiana Loud ed in seguito estratta come singolo promozionale. Registra inoltre il remix di Single Ladies (Put a Ring on It) nel quale duetta con Beyoncé.

### 2010-2011:Pink Friday
Il 30 marzo 2010 viene pubblicato il primo singolo solista di Minaj, Massive Attack, a cui collabora Sean Garrett, ma non ottiene il successo sperato. La canzone avrebbe dovuto anticipare l'uscita dell'album di debutto della cantante, inizialmente previsto per marzo 2010, ma successivamente posticipato. 

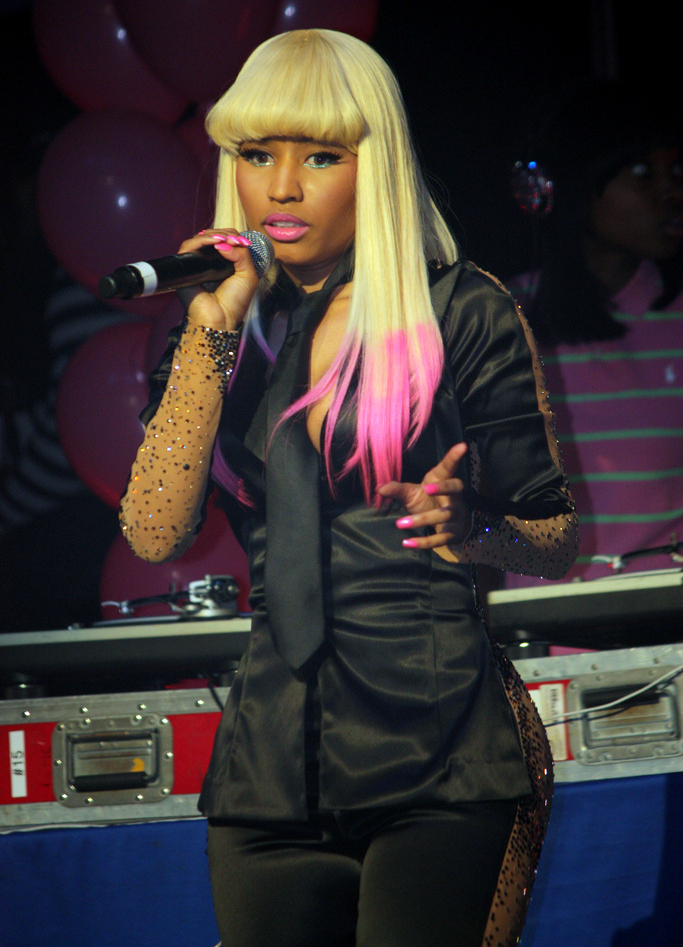
Nicki Minaj nel novembre 2010

Il primo album in studio della rapper, Pink Friday, è stato pubblicato solo il successivo 22 novembre. Il disco, dopo aver debuttato con oltre 375 000 copie nella Billboard 200, ha raggiunto nella sua undicesima settimana di permanenza nella classifica americana la 1ª posizione. L'album è stato anticipato dal primo singolo, Your Love: la canzone, di genere pop rap, utilizza un campionamento del classico brano di Annie Lennox, No More "I Love You's", entrando nella Billboard Hot 100 alla 14ª posizione. Viene inoltre certificato disco di platino. Raggiunge anche la vetta della classifica americana dedicata esclusivamente ai brani di genere R&B e Hip-Hop. Ad esso ha fatto seguito il singolo Check It Out, di genere elettropop e realizzato in collaborazione con Will.i.am, che ottenne un buon risultato.
Right Thru Me, terzo singolo estratto da Pink Friday, è un brano pop rap che ha anche ottenuto successo. Nel gennaio 2011 è stato pubblicato come quarto singolo Moment 4 Life, con il rapper Drake, che raggiunse la tredicesima posizione negli Stati Uniti, la settima nella classifica americana dei brani R&B-Hip-Hop e la seconda nel Regno Unito. Il video della canzone, che vede la rapper in veste di una regina che sposa un principe, interpretato da Drake, le frutta una candidatura agli MTV Video Music Awards come miglior collaborazione.
Il 4 aprile 2011 venne estratto il quinto singolo dall'album, Super Bass. Il brano ha registrato un forte successo commerciale e si è classificato fino alla terza posizione negli Stati Uniti, entrando nella top ten di numerosi classifiche internazionali quali Canada, Regno Unito e Australia. Il video della canzone vince il premio come miglior video hip-hop agli MTV Video Music Awards 2011. Sempre nell'aprile 2011 venne pubblicato il remix di Till the World Ends della cantante Britney Spears, che vede la collaborazione, sia della rapper, che della cantante Kesha. Grazie al remix il brano ottiene maggior successo all'interno dei confini statunitensi.
Nel giugno 2011 collabora con David Guetta e Flo Rida in Where Them Girls At; con il DJ francese collabora anche in un brano contenuto nell'album di Guetta, Turn Me On, poi estratto nel novembre 2011 come quarto singolo da Nothing but the Beat. In seguito vengono pubblicati, ognuno con il corrispettivo video, anche i singoli Did It On'em e Fly con Rihanna. A fine ottobre collabora nuovamente col rapper Drake nel singolo Make Me Proud, che raggiunse la nona posizione nella Billboard Hot 100. A fine anno Super Bass è risultata essere l'ottava canzone più venduta dell'anno negli Stati Uniti e Pink Friday, dopo essere stata certificata doppio platino dalla RIAA, diventa il settimo album più venduto dell'anno nel Paese.

### 2011-2012:Pink Friday: Roman Reloaded
Nel 2011 la rapper ha collaborato con la giovane Willow Smith nel singolo Fireball, e con Big Sean nel remix di Dance (Ass), brano che raggiunse la 10ª posizione negli Stati Uniti. Inoltre, agli American Music Award nel novembre 2011, Nicki Minaj ha ricevuto due premi: come miglior artista R&B/hip-hop e come miglior album R&B/hip-hop per Pink Friday.

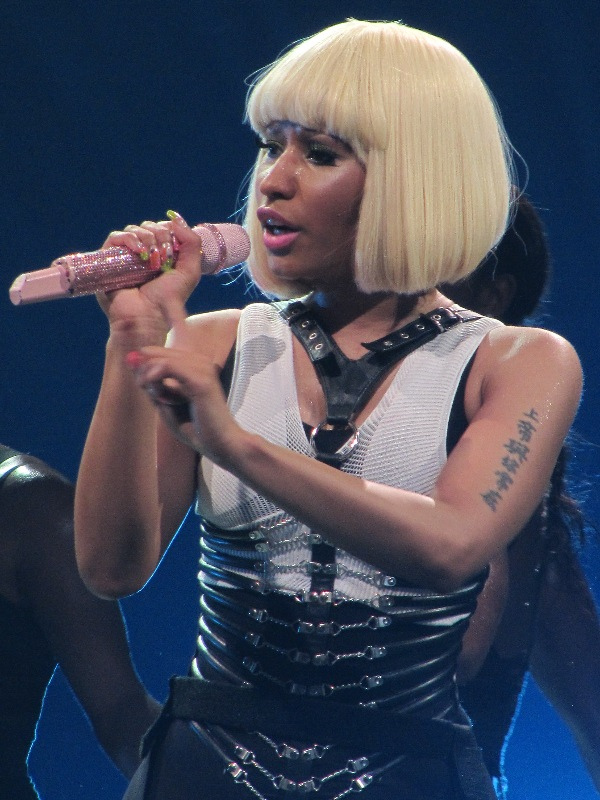
Nicki Minaj nel 2011

A fine novembre 2011 sono apparse le prime foto che ritraevano la cantante in studio di registrazione. Nello stesso periodo, il rapper Birdman ha confermato che stava lavorando con lei al suo secondo album in studio. La stessa Minaj ha rivelato il titolo del suo nuovo progetto, ovvero Pink Friday: Roman Reloaded, aggiungendo anche sarebbe stato l'anno successivo. Il 3 dicembre 2011 venne pubblicato un brano che è servito da anticipazione all'album, Roman in Moscow, pur non facendovi parte. Il primo singolo promozionale estratto dal disco, ovvero Stupid Hoe, venne pubblicato il 20 dicembre 2011, mentre il video il 20 gennaio 2012. Il testo del brano è stato interpretato come una allusione maliziosa alla rapper Lil' Kim, con la quale Nicki Minaj era già in faida da parecchi anni. Il video infranse l'allora record di visualizzazioni totalizzate in un giorno sulla piattaforma Vevo, con 4,8 milioni di visite.
Il 12 febbraio 2012 partecipa agli annuali Grammy Awards esibendosi con il secondo singolo promozionale estratto dall'album, ossia Roman Holiday. L'esibizione ha scatenato polemiche e controversie perché la cantante ha affrontato il tema della disapprovazione dell'omosessualità da parte della chiesa cattolica. In particolare, durante l'esibizione la rapper ha inscenato una possessione da parte del suo alter ego gay, Roman Zolanski, che un sosia del Papa cerca di far uscire dal suo corpo. A fine febbraio venne distribuito il primo singolo estratto dall'album, Starships, che ha debuttato in 9ª posizione nella classifica statunitense, segnando il debutto più alto in carriera per la cantante. Il brano ottiene un ottimo successo, restando nella top ten statunitense per ventidue settimane consecutive con un picco di numero cinque. Lo stesso brano raggiunse la top ten di diversi altri paesi, come il Belgio, la Danimarca, la Francia e il Giappone. Nello stesso periodo la rapper diffuse anche Roman Reloaded, traccia in collaborazione con Lil Wayne.
Nicki ha partecipato insieme a Madonna, LMFAO e M.I.A. all'halftime show del Super Bowl XLVI, esibendosi prima con Madonna per promuovere il loro singolo Give Me All Your Luvin', poi con LMFAO, con la hit Sexy and I Know It. Il secondo singolo dell'album, Right by My Side, in collaborazione con Chris Brown, fu presentato al mercato statunitense il 27 marzo 2012, seguito a breve distanza dal terzo singolo, un'altra collaborazione con il rapper 2 Chainz, dal titolo Beez in the Trap, con il rispettivo video pubblicato il 6 aprile 2012. Dal 12 maggio al 28 agosto 2012 si è svolto il suo Pink Friday Tour, iniziato a Sydney e terminato a Chelmsford, nei pressi di Londra. Il 2 luglio è entrato in rotazione radiofonica il quarto estratto, Pound the Alarm, mentre pochi giorni dopo, il 24 agosto 2012, viene pubblicato un video anche per il brano promozionale I Am Your Leader.
Sempre nel 2012 ha collaborato con il cantante canadese Justin Bieber nel brano Beauty and a Beat. La collaborazione è inclusa nell'album Believe del cantante. Il video del brano, pubblicato il 12 ottobre 2012, ottiene un record di visualizzazioni in 24 ore sulla piattaforma VEVO. Il 13 settembre 2012 l'artista pubblica il singolo The Boys, con la partecipazione di Cassie, che è servito apripista alla riedizione del secondo album, Pink Friday: Roman Reloaded: The Re-Up. Il video del singolo venne pubblicato il 18 ottobre 2012. Qualche giorno dopo, il 27 ottobre 2012, venne pubblicato anche il video del singolo Va Va Voom, girato da Nicki parecchi mesi prima. La canzone, contenuta nella riedizione dell'album, ha lo scopo di promuovere il disco.

### 2013-2017:American Idol, debutto da attrice eThe Pinkprint
Nel 2013 Nicki Minaj è stata scelta come giudice nel talent show American Idol. Nel corso dello stesso anno, la rapper ha dichiarato che avrebbe lanciato una sua linea di abiti, chiamata The Nicki Minaj Collection. Nell'aprile 2013 esordisce in qualità di attrice, entrando a far parte del cast del film Tutte contro lui - The Other Woman, in cui recita al fianco di attori del calibro Cameron Diaz, Leslie Mann e Kate Upton. Il film è stato distribuito nelle sale cinematografiche nel giugno 2014.
Nel luglio 2013 partecipa al brano I Wanna Be with You con DJ Khaled, Future e Rick Ross. Il 30 dicembre 2013 pubblica il remix di Boss Ass Bitch con la collaborazione delle Pretty and Taking All Fades. Il 22 gennaio 2014 pubblica, insieme a Lil Wayne e Meek Mill, il remix di My Nigga. Il 14 febbraio 2014 pubblica un nuovo brano intitolato Lookin Ass, che anticipa di un mese il secondo album collaborativo della Young Money intitolato Rise Of An Empire e messo in commercio dall'11 marzo 2014.
I primi dettagli circa il terzo album di inediti risalgono al 2013, anno in cui era già stata fissata come data di uscita del progetto il 2014. Il titolo del primo singolo estratto dal terzo album in studio è stato annunciato dalla stessa Minaj l'8 maggio 2014 nell'ambito degli annuali Billboard Music Awards. Pills N Potions è stato in seguito distribuito il 21 maggio 2014 e il video è stato caricato sul canale Vevo della rapper il 10 giugno 2014. Il 29 giugno 2014 ha, inoltre, ricevuto il quinto premio consecutivo nella categoria di miglior artista hip-hop femminile ai BET Awards, eguagliando così il record precedentemente detenuto da Missy Elliott. Il 29 luglio 2014 collabora con le cantanti Jessie J e Ariana Grande nel brano Bang Bang, che ottiene un grande successo a livello mondiale.
Il 18 agosto 2014 è stato pubblicato il nuovo album di Wiz Khalifa, Blacc Hollywood, contenente tra le varie collaborazioni, quella con Nicki Minaj nella traccia True Colors. Il giorno successivo viene pubblicato il nuovo singolo solista della rapper, Anaconda, brano influenzato dalle sonorità trap. Il 24 agosto si esibisce agli MTV Video Music Awards 2014, prima con il suo singolo Anaconda, poi con Bang Bang insieme a Jessie J e Ariana Grande ed infine con Usher sulle note di She Came to Give It to You, che era stato precedentemente pubblicato come singolo nel precedente mese di luglio.
Nel mese di settembre 2014 si esibisce insieme alla cantante Beyoncé durante l'On the Run Tour con il remix di Flawless, mentre a ottobre pubblica il singolo Only in collaborazione con Chris Brown, Lil Wayne e Drake. Il 9 novembre ha assunto il ruolo di presentatrice degli MTV Europe Music Awards 2014 tenutisi a Glasgow, durante la cui cerimonia è stata premiata come miglior artista hip-hop e ha presentato per la prima volta il quarto singolo del suo album, Bed of Lies in collaborazione con Skylar Grey. Un mese più tardi viene pubblicato il terzo album The Pinkprint, grazie al quale registra un maggiore successo nei paesi europei. L'album ha debuttato al secondo posto nella classifica statunitense con 244 000 copie vendute e la critica specializzata ne ha elogiato la produzione e la scrittura personale.
Il 28 giugno 2015 vince il sesto premio consecutivo come miglior artista hip-hop femminile ai BET Awards, registrando in tal modo un primato assoluto nella storia della manifestazione, e si esibisce con Meek Mill e Chris Brown sulle note del loro singolo All Eyes on You, pubblicato nello stesso mese. Nello stesso anno, entra a far parte del cast del film La bottega del barbiere 3 e diventa produttrice di un programma televisivo in stile comedy ideato da lei che racconta della sua vita e che avrebbe dovuto essere distribuito da Freeform negli Stati Uniti. Il programma, che si sarebbe dovuto intitolare appunto Nicki, è stato successivamente cancellato.

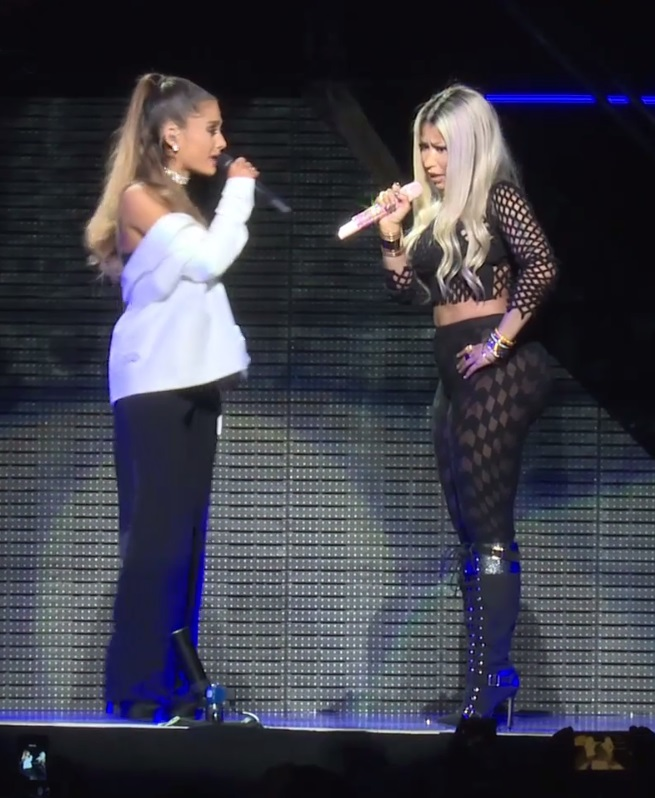
Nicki Minaj ed Ariana Grande nel 2016

Nel 2016 duetta con Ariana Grande nel brano Side to Side, incluso nell'album di Grande Dangerous Woman. Il singolo, che ha ottenuto un ottimo successo commerciale negli Stati Uniti e in Oceania, è stato presentato per la prima volta dal vivo durante gli MTV Video Music Awards 2016. È stato pubblicato come terzo estratto dal terzo album in studio di Grande, Dangerous Woman.
Nel febbraio 2017 prende parte alla settimana della moda di Parigi. Durante i Fashion Awards tenuti a Los Angeles è stata premiata con il Fashion Rebel Award, riconoscimento vinto prima di lei solo da Michael Jackson. Tra aprile e maggio del 2017 vengono pubblicati i video, girati a Londra, di No Frauds, e Regret in Your Tears, nel cui ultimo citato appare la modella Jourdan Dunn. Grazie a questi singoli, diventa l'artista con il maggior numero di ingressi nella Hot 100 statunitense. Il 21 maggio 2017 apre l'annuale cerimonia dei Billboard Music Awards con un medley dalla durata di nove minuti dove si esibisce con No Frauds, Light My Body Up con David Guetta, Swalla e con Jason Derulo e Regret in Your Tears. Nel giugno del 2017 si esibisce nella prima edizione degli NBA Awards con un medley in collaborazione di 2 Chainz comprendente i brani No Frauds e Swish Swish, singolo contenuto nell'album Witness della cantante Katy Perry.
Nel settembre dello stesso anno annuncia la sua terza collaborazione con il noto marchio di cosmetici Make-up Art Cosmetics, dove presenta delle tonalità nude; precedentemente aveva firmato anche un contratto con l'agenzia di modelle Wilhelmina Models, mentre nel novembre 2017 diventa la testimonial per la nuova campagna Holiday del marchio di moda H&M. A ottobre collabora sia con i Migos che con Cardi B al singolo MotorSport. Il 3 novembre ha pubblicato il remix di The Way Life Goes di Lil Uzi Vert, mentre il 15 dicembre collabora al remix del brano Plain Jane del rapper A$AP FERG. Lo stesso mese partecipa al remix del brano Krippy Kush del rapper latino-americano Farruko, che vede anche la partecipazione di Travis Scott.

### 2018-2019:Queen

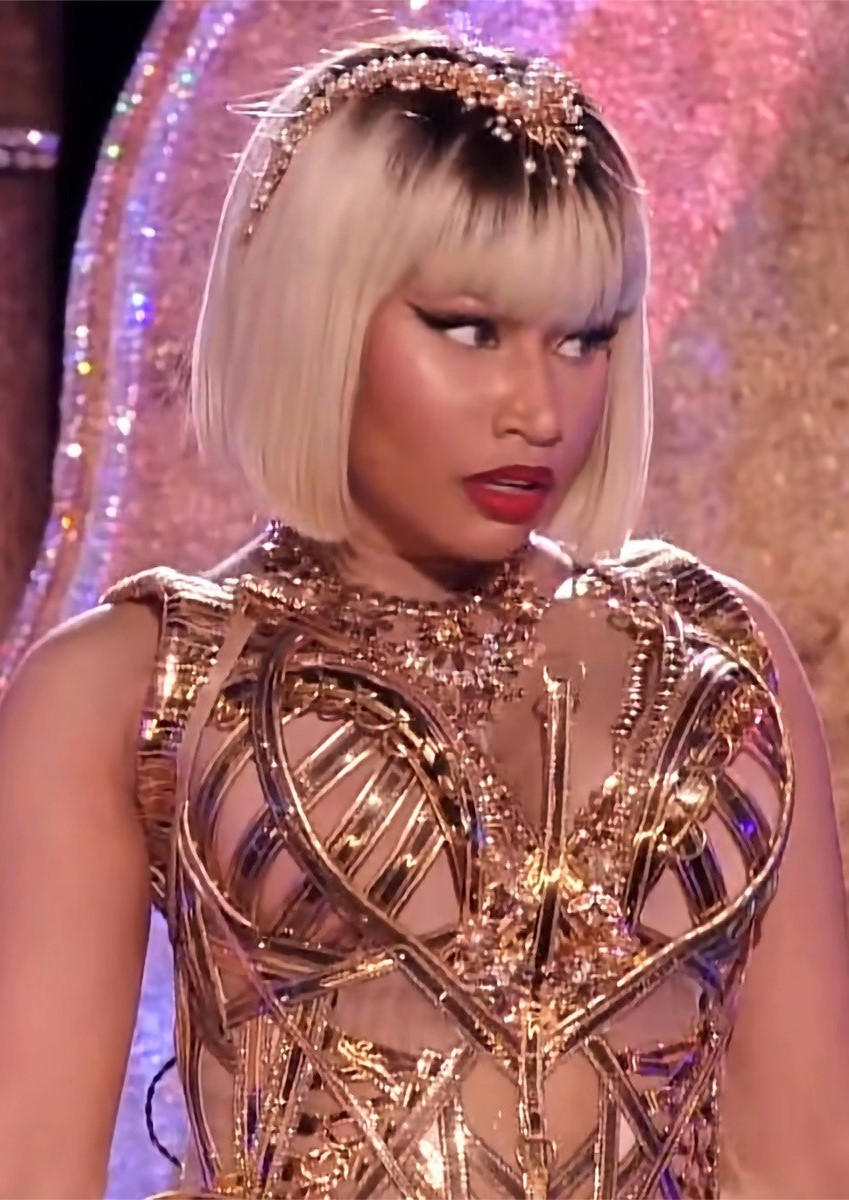
Nicki Minaj durante un'esibizione agli MTV Video Music Awards del 2018

Il 12 aprile 2018 vengono pubblicati due singoli inediti della rapper, rispettivamente intitolati Chun-Li e Barbie Tingz. Chun-Li, in particolare, raggiunge la decima posizione della classifica dei singoli statunitense e si aggiudica un MTV Video Music Award come miglior video hip-hop nel mese di agosto dello stesso anno. I videoclip di entrambi i singoli sono stati resi disponibili su YouTube il 4 maggio 2018. Sempre nell'aprile 2018 venne pubblicato il nuovo singolo di Young Thug, Anybody, mentre l'8 maggio ha collaborato con Post Malone al singolo Ball for Me, contenuto nell'album di Malone Beerbongs & Bentleys, inoltre è comparsa nell’album Die Lit di Playboi Carti uscito l’11 maggio con la canzone Poke It Out.
Nel mese di giugno, tramite una diretta Instagram la rapper annuncia la pubblicazione del suo quarto album in studio, intitolato Queen, prevista per il 10 agosto successivo. Intanto, pubblica il singolo promozionale Rich Sex in collaborazione con Lil Wayne, che ha debuttato all'88ª posizione nella Billboard Hot 100, e il secondo estratto Bed, in collaborazione con Ariana Grande. Lo stesso giorno comunica che sarebbe stata impegnata con il NickiHNDRXX Tour, un tour collaborativo con Future, a partire dal mese di settembre dello stesso anno con concerti in Nord America ed Europa. Tuttavia, in seguito le date nordamericane vengono cancellate e Future viene sostituito da Juice Wrld, per cui il tour venne ribattezzato come The Nicki Wrld Tour e rimandato agli inizi del 2019 solo in Europa. Appena una settimana dopo l'uscita di Bed, viene diffusa una seconda collaborazione tra la rapper e Ariana Grande, intitolata The Light Is Coming e questa volta contenta nell'album di Grande Sweetener. Parallelamente collabora in Big Bank con YG Big Sean e 2 Chainz e nel singolo di successo Fefe del rapper 6ix9ine. Il 24 agosto 2018 vengono diffusi contemporaneamente due singoli che la vedono partecipe, il remix di Idol del gruppo K-pop BTS e Goodbye di Jason Derulo e David Guetta con Willy William.
Il 15 febbraio 2019 è stato pubblicato il singolo Dumb Blonde della cantante canadese Avril Lavigne, brano al quale Minaj collabora vocalmente. Nello stesso mese vince il suo primo BRIT Award nella categoria di miglior video britannico grazie alla collaborazione con le Little Mix in Woman like Me, diventando la seconda rapper nella storia, dopo Lauryn Hill, a vincere il prestigioso riconoscimento. Ad aprile è stato pubblicato Wobble Up con G-Eazy e Chris Brown, contenuta nell'album Indigo di Brown; a giugno Nicki pubblica un nuovo singolo da solista, intitolato Megatron, seguito dalla collaborazione con Megan Thee Stallion Hot Girl Summer. Ad inizio novembre collabora con Ariana Grande e Normani nella colonna sonora del film Charlie's Angels in Bad to You e nello stesso periodo viene pubblicato il singolo Tusa in cui Nicki collabora con la cantante colombiana Karol G; Tusa registra un notevole successo commerciale, soprattutto nei paesi latinoamericani e in Italia, e viene premiato con un American Music Award e un MTV Europe Music Award nel corso del 2020.

### 2020-2022: singoli di successo eQueen Radio: Volume 1
Il 31 gennaio 2020 è stato pubblicato Nice To Meet Ya, singolo estratto dal nuovo album di Meghan Trainor in collaborazione con la Minaj, e dopo una pausa di quasi tre mesi dai social, il 7 febbraio 2020 la rapper ritorna con il singolo promozionale Yikes. A maggio dello stesso anno collabora con Doja Cat al remix del brano di quest'ultima Say So, che è riuscito ad arrivare in vetta alla Hot 100 statunitense, diventando la prima numero uno per la Minaj, che allo stesso tempo è diventata l'artista ad aver accumulato più brani prima di arrivare al primo posto, ben 109. Nel giugno successivo collabora per la seconda volta con 6ix9ine in Trollz, che raggiungse anch'esso la vetta della classifica statunitense, regalando alla rapper la sua seconda numero uno.
Dopo un breve allontanamento dalle scene musicali dovuto alla gravidanza, il 14 maggio 2021 la rapper è tornata con una ripubblicazione del suo mixtape del 2009 Beam Me Up Scotty. Dal progetto è stato estratto come singolo radiofonico il brano Seeing Green con Drake e Lil Wayne.
Nel febbraio 2022 è ritornata sulle scene con il singolo Do We Have a Problem? con Lil Baby, seguito la settimana successiva da un'altra collaborazione con il medesimo rapper intitolata Bussin. Do We Have a Problem? ha debuttato al secondo posto della Billboard Hot 100. Un mese più tardi, vengono pubblicate altre due collaborazioni della cantante a distanza di una settimana dall'altra: Blick Blick con Coi Leray e We Go Up con Fivio Foreign. Nell'agosto successivo ha pubblicato il suo primo singolo solista in due anni, Super Freaky Girl. Il brano debutta direttamente al primo posto della Billboard Hot 100 statunitense, rendendo l'artista la prima rapper a riuscire nell'impresa da solista in questo secolo e la seconda in generale dopo Lauryn Hill che ottenne questo risultato con Doo Wop (That Thing) (1998).
Nell'ambito degli annuali MTV Video Music Awards le viene conferito il Video Vanguard Award, premio riservato agli artisti che attraverso i loro video musicali hanno contribuito ad avere un forte impatto sulla cultura popolare, divenendo coì la seconda rapper donna a ricevere tale riconoscimento dopo Missy Elliott. La rapper si esibisce durante la cerimonia di premiazione dei VMA con un medley dei suoi più grandi successi, al termine del quale le viene consegnato il premio da un gruppo di cinque suoi fan appositamente scelti per l'occasione; successivamente ha vinto anche il premio come miglior video hip-hop grazie a Do We Have a Problem?. Il 26 agosto, Minaj ha anche pubblicato la sua prima raccolta di successi Queen Radio: Volume 1, nella quale vengono inclusi sia Super Freaky Girl che la traccia inedita Likke Miss. Nel settembre seguente, Super Freaky Girl riceve un remix ufficiale che comprende altre cinque rapper donne: JT, BIA, Katie Got Bandz, Akbar V e Maliibu Miitch.
Nel settembre 2022 Yung Bleu ha pubblicato il singolo Love in the Way in collaborazione della rapper trinidadiana, mentre il mese seguente YoungBoy Never Broke Again ha pubblicato una collaborazione con Minaj intitolata I Admit. Chiude il 2022 con Tukoh Taka, inno del campionato mondiale di calcio 2022 nel Qatar inciso insieme a Maluma e Myriam Fares.

### 2023-presente:Pink Friday 2
Il 3 marzo 2023 viene messo in commercio Red Ruby da Sleeze, prima pubblicazione da solista per la rapper dopo Super Freaky Girl il cui videoclip musicale è stato filmato durante il Carnevale di Trinidad e Tobago. Il brano, che campiona il celebre singol odi Lumidee del 2003 Never Leave You (Uh Oooh, Uh Oooh), ha debuttato al tredicesimo posto della Billboard Hot 100 ed è servito da primo singolo promozionale del quinto album. Due giorni dopo la sua pubblicazione, Minaj appare a sorpresa durante la performance di Lil Wayne al segmento californiani del festival Rolling Loud. Nel successivo mese di aprile Minaj è coinvolta in tre pubblicazioni musicali, susseguitisi tra loro nell'arco di tre settimane: prima collabora ancora una volta con YoungBoy Never Broke Again al singolo WTF, dunque inaugura l'etichetta di sua proprietà Heavy on It affiancando Ice Spice al remix ufficiale del brano di quest'ultima Princess Diana e infine incide con Kim Petras Alone. Quest'ultimo brano raggiunge la top 40 in Regno Unito. A maggio è presente nel remix di Pound Town, dei rapper Sexyy Red e Tay Keith, che raggiunge il vertice della classifica dei brani digitali statunitense. A giugno torna a collaborare con Ice Spice per la realizzazione della colonna sonora del film del 2023 Barbie, ovvero Barbie World con cui viene campionata la celeberrima hit Barbie Girl degli Aqua. Così come il film e l'album colonna sonora, Barbie World registra un buon successo internazionale, raggiungendo il settimo posto nella Billboard Hot 100 e permettendo alla rapper di estendere il proprio record di rapper donna con il maggior numero di brani top ten negli Stati Uniti. La collaborazione frutta alla rapper anche due candidature ai Grammy Awards 2024, le prime ricevute in otto anni. In seguito Minaj compare negli album di Young Thug e Lil Uzi Vert, rispettivamente Business Is Business e Pink Tape e alle tracce Money e Endless Fashion.
Nel frattempo, viene fissata al 20 ottobre 2023 l'uscita del quinto album di inediti della rapper. Il 30 giugno la rapper conferma che il titolo dell'album sarebbe stato Pink Friday 2, sequel dell'album di debutto Pink Friday e che la data di pubblicazione era stata posticipata al 17 novembre. Il 25 ottobre annuncia che la data d'uscita dell'album è stata nuovamente posticipata all'8 dicembre, in concomitanza con il suo quarantunesimo compleanno. Dopo Super Freaky Girl, il secondo estratto dall'album è Last Time I Saw You, brano pubblicato il primo settembre 2023.
Al fine di promuovere l'album, la rapper ha intrapreso nel corso di tutto il 2024 il Pink Friday 2 World Tour, tournée nelle arene di Nord America ed Europa. Con un incasso di oltre $108.8 milioni 
attraverso più di 70 concerto, è diventato il tour di maggiore successo commerciale per una rapper donna e il quarto per un artista hip hop in generale.
Il 29 gennaio 2024 viene pubblicato il singolo Big Foot, un dissing per rispondere alle provocazioni della collega Megan Thee Stallion mosse nel suo brano Hiss. Il 15 novembre seguente collabora con il compianto rapper Juice Wrld a AGATS2 (Insecure), sequel del singolo di Wrld All Girls Are the Same (2018). Il rapper, insieme a Swae Lee, David Guetta, Davido e Parker Ighile, è figurato come arrivata ospite nell'edizione comprendente quattro tracce bonus dell'album del 2014 The Pinkprint, in occasione del suo decimo anniversario. Per lo stesso motivo, l'album è stato commercializzato per la prima volta in edizione vinile.

## Vita privata
È stata sentimentalmente legata al rapper Safaree Samuels, suo storico fidanzato, dal 2000 a inizio 2010 e anche nel triennio 2013-2015. La loro rottura ha influenzato la stesura dei testi dei brani contenuti nell'album The Pinkprint. Dal 2015 ha iniziato a frequentare il rapper Meek Mill, confermando pubblicamente la fine della loro relazione a gennaio 2017.
Il 21 ottobre del 2019 si sposa, senza cerimonia, con Kenneth Petty, suo fidanzato da un anno, che aveva conosciuto quando era adolescente; la rapper ha deciso di cambiare legalmente il proprio cognome in Maraj-Petty. Il 20 luglio 2020, tramite il proprio profilo Instagram, conferma di essere incinta. Il primo figlio della coppia è nato il successivo 30 settembre. Il 14 febbraio 2021 viene dichiarata la morte di suo padre (Robert Maraj), fatalmente coinvolto in un incidente causato da un pirata della strada.

## Stile musicale
Artista essenzialmente di impostazione rap, pop e R&B, Nicki Minaj è divenuta popolare anche in Europa grazie a singoli che incorporano il genere dance. Il suo primo album, Pink Friday (2010), alterna tracce hardcore rap a momenti pop, mentre The Pinkprint (2014) l'ha vista avvicinarsi all'hip-hop e alla trap. Si ispira a rapper donne, quali, Missy Elliott, Foxy Brown, Lauryn Hill, Lil' Kim, nonché ad altri rapper come, Jay-Z, Lil Wayne, Eminem e Nas. È influenzata anche dalle cantanti pop/R&B Madonna, Britney Spears e Beyoncé.
Uno degli aspetti più caratterizzanti del suo stile, dovuto alla sua formazione di attrice, è l'uso di vari alter ego che sin da piccola creava per fuggire dalla realtà quando i suoi genitori litigavano. Uno dei primi è Cookie, evolutosi fino a diventare Harajuku Barbie. Per il suo primo album, ha creato un nuovo alter ego: Roman Zolanski, riferimento al regista polacco Roman Polański, descritto come «un demone dentro lei» che prende il sopravvento nei momenti di rabbia. Roman è stato spesso comparato a Slim Shady, alter ego del rapper Eminem, con il quale ha avuto modo di collaborare per la prima volta al brano Roman's Revenge. Successivamente, la rapper affermò che nel secondo album Roman si sarebbe fatto conoscere di più, affermano che «è un ragazzo gay e lunatico». La madre di Roman, Martha Zolanski, è stata presentata al pubblico nel videoclip del singolo Moment 4 Life ed ha cantato, con accento inglese, per la prima volta in Roman Holiday, brano con cui la rapper si esibì ai Grammy Awards 2012. Il suo stile è inoltre caratterizzato dall'uso di metafore, punch lines e giochi di parole e da un flow spesso veloce e animato. Per questo è stata spesso paragonata al suo mentore Lil Wayne.
Il verso da lei eseguito nel brano Monster di Kanye West in collaborazione di Jay-Z, in cui a rappare sono Roman Zolanski, dall'accento inglese, e Harajuku Barbie, dal tono più dolce, ha contribuito in larga parte alla sua popolarità ed è stato acclamato dalla critica come il verso migliore del brano. La rivista Complex lo ha definito il verso rap migliore degli anni 2010. Lo stesso Kanye West si è complimentato con la Minaj, ricordando addirittura di aver pensato per un momento di tagliare la sua parte dalla canzone, per il timore che potesse lasciare in ombra il resto del suo album.

## Discografia

### Album in studio
- 2010 – Pink Friday
- 2012 – Pink Friday: Roman Reloaded
- 2014 – The Pinkprint
- 2018 – Queen
- 2023 – Pink Friday 2

### Raccolte
- 2022 – Queen Radio: Volume 1

### Ristampe
- 2012 – Pink Friday: Roman Reloaded - The Re-Up

## Filmografia

### Attrice
- Tutte contro lui - The Other Woman (The Other Woman), regia di Nick Cassavetes (2014)
- La bottega del barbiere 3 (Barbershop: The Next Cut), regia di Malcolm D. Lee (2016)

### Doppiatrice
- L'era glaciale 4 - Continenti alla deriva (Ice Age: Continental Drift), regia di Steve Martino e Michael Thurmeier (2012)
- The Cleveland Show – serie animata, episodio 4x02 (2012)
- Steven Universe – serie animata, episodi 1x20-2x14-4x02 (2014-2016)
- Angry Birds 2 - Nemici amici per sempre (The Angry Birds Movie 2), regia di Thurop Van Orman (2019)

## Programmi televisivi
- American Idol – reality show (2013) - giudice
- RuPaul's Drag Race – reality show, episodio 12x01 (2020) - giudice ospite

## Tournée
- 2012 – Pink Friday Tour
- 2012 – Pink Friday: Reloaded Tour
- 2015/16 – The Pinkprint Tour
- 2019 – The Nicki Wrld Tour
- 2024 – Pink Friday 2 World Tour

Tour promozionali
- 2010 – Pink Friday Promo Tour

## Doppiatrici italiane
Nelle versioni in italiano dei suoi film, Nicki Minaj è stata doppiata da:
- Antonella Alessandro in Tutte contro lui - The Other Woman
- Tatiana Dessi ne La bottega del barbiere 3

Da doppiatrice è sostituita da:
- Monica Ward ne L'era glaciale 4 - Continenti alla deriva
- Tiziana Avarista in Steven Universe
- Antonella Baldini in Angry Birds 2 - Nemici amici per sempre

## Riconoscimenti

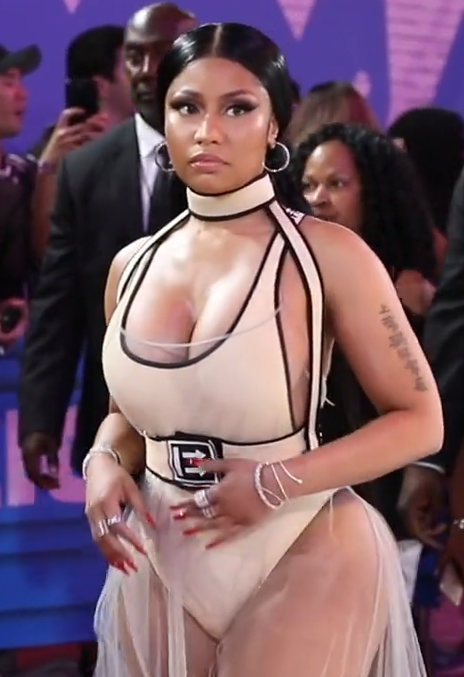
Nicki Minaj agli MTV Video Music Awards 2018

Durante la sua carriera, Nicki Minaj ha ottenuto diversi riconoscimenti, tra cui ben dieci candidature ai Grammy Awards ottenute fra il 2011 e il 2016. Ha ricevuto la sua prima nomination nel 2011 nella categoria di miglior interpretazione rap di coppia o di gruppo per il brano My Chick Bad con Ludacris. Due anni dopo ha ricevuto altre quattro candidature, tra cui, miglior artista esordiente, miglior interpretazione rap per Moment 4 Life e miglior album rap per Pink Friday. Nel 2015 è stata nominata altre due volte per i singoli Anaconda e Bang Bang, mentre nel 2016 ha ricevuto altre tre nomine per l'album, The PinkPrint e i brani Only e Truffle Butter.
La Minaj ha inoltre vinto ai BET Awards il premio come miglior artista hip-hop femminile per sette anni consecutivi, dal 2010 al 2016, diventando così la prima e unica artista a riuscirci nella storia dello manifestazione.

### Premi vinti
American Music Award
- 2011 – Miglior album rap/hip-hop per Pink Friday
- 2011 – Miglior artista rap/hip-hop femminile
- 2012 – Miglior album rap/hip-hop per Pink Friday: Roman Reloaded
- 2012 – Miglior artista rap/hip-hop femminile
- 2015 – Miglior album rap/hip-hop per The Pinkprint
- 2015 – Miglior artista rap/hip-hop femminile
- 2020 – Miglior artista rap/hip-hop femminile
- 2020 – Miglior canzone latina per Tusa
- 2022 – Miglior artista rap/hip-hop femminile

Billboard Music Award
- 2012 – Miglior canzone in streaming (video) per Super Bass
- 2013 – Miglior artista streaming
- 2013 – Miglior artista rap
- 2013 – Miglior album rap per Pink Friday: Roman Reloaded

MTV Europe Music Award
- 2012 – Miglior artista hip-hop[153]
- 2014 – Miglior artista hip-hop[154]
- 2015 – Miglior artista hip-hop
- 2018 – Miglior artista hip-hop
- 2018 – Miglior look
- 2019 – Miglior artista hip-hop
- 2020 – Miglior collaborazione per Tusa
- 2021 – Miglior artista hip-hop
- 2022 – Miglior canzone per Super Freaky Girl
- 2022 – Miglior artista hip-hop

MTV Video Music Award
- 2011 – Miglior video hip-hop per Super Bass
- 2012 – Miglior video di un'artista femminile per Starships
- 2015 – Miglior video hip-hop per Anaconda
- 2018 – Miglior video hip-hop per Chun-Li
- 2019 – Best Power Anthem per Hot Girl Summer
- 2022 – Video Vanguard Award
- 2022 – Miglior video hip-hop per Do We Have a Problem?

BET Awards
- 2010 – Miglior artista hip-hop femminile
- 2011 – Miglior artista hip-hop femminile
- 2012 – Miglior artista hip-hop femminile
- 2013 – Miglior artista hip-hop femminile
- 2014 – Miglior artista hip-hop femminile
- 2015 – Miglior artista hip-hop femminile
- 2016 – Miglior artista hip-hop femminile

BET Hip Hop Awards
- 2010 – People's Champ per Your Love
- 2010 – Who New? Rookie of the Year
- 2010 – Best Hip Hop Style
- 2011 – MVP dell'anno
- 2013 – Best Hip Hop Style
- 2014 – Best Hip Hop Style

Soul Train Music Awards
- 2011 – Miglior canzone hip-hop dell'anno per Moment 4 Life

People's Choice Awards
- 2013 – Miglior artista hip-hop
- 2016 – Miglior artista hip-hop
- 2018 – Artista femminile dell'anno
- 2018 – Album dell'anno per Queen

Teen Choice Awards
- 2012 – Miglior brano R&B/hip-hop per Starships
- 2012 – Miglior artista R&B/hip-hip
- 2015 – Miglior artista R&B/hip-hop